# Sebastian Vasiliadis
Sebastian Vasiliadis (Grieks: Σεμπάστιαν Βασιλειάδης) (Auenwald, 4 oktober 1997) is een Duits-Grieks voetballer, die doorgaans speelt als centrale middenvelder. Vasiliadis werd in juli 2018 door SC Paderborn 07 overgenomen van VfR Aalen.

## Clubcarrière
Vasiliadis doorliep de jeugdreeksen van TSG Backnang 1919 en VfR Aalen. Bij die laatste debuteerde hij op 28 november 2015 in het eerste elftal. In de thuiswedstrijd tegen Hallescher FC mocht Vasiliadis 26 minuten voor tijd Steffen Kienle komen vervangen. De wedstrijd eindigde op een scoreloos gelijkspel. In de zomer van 2018 maakte hij de overstap naar SC Paderborn 07 waarmee hij, dankzij een tweede plaats op het einde van het seizoen, de promotie naar de Bundesliga wist af te dwingen. Op 17 augustus 2019 debuteerde hij op het hoogste Duitse niveau in de met 3–2 verloren wedstrijd bij Bayer 04 Leverkusen. Vasiliadis speelde de volledige wedstrijd.

## Clubstatistieken
| Seizoen | Club            | Competitie    | Competitie | Competitie | Beker | Beker | Internationaal | Internationaal | Totaal | Totaal |
| Seizoen | Club            | Competitie    | Wed.       | Dlp.       | Wed.  | Dlp.  | Wed.           | Dlp.           | Wed.   | Dlp.   |
| ------- | --------------- | ------------- | ---------- | ---------- | ----- | ----- | -------------- | -------------- | ------ | ------ |
| 2015/16 | VfR Aalen       | 3. Liga       | 8          | 0          | 0     | 0     | –              | –              | 8      | 0      |
| 2016/17 | VfR Aalen       | 3. Liga       | 28         | 3          | 3     | 0     | –              | –              | 31     | 3      |
| 2017/18 | VfR Aalen       | 3. Liga       | 24         | 5          | 4     | 0     | –              | –              | 28     | 5      |
| 2018/19 | SC Paderborn 07 | 2. Bundesliga | 28         | 6          | 3     | 0     | –              | –              | 31     | 6      |
| 2019/20 | SC Paderborn 07 | Bundesliga    | 7          | 0          | 1     | 0     | –              | –              | 8      | 0      |
| Totaal  | Totaal          | Totaal        | 95         | 14         | 11    | 0     | 0              | 0              | 106    | 14     |

Bijgewerkt op 8 oktober 2019.